# Sium crinitum
Sium crinitum är en flockblommig växtart som beskrevs av Jean Louis Marie Poiret. Sium crinitum ingår i släktet vattenmärken, och familjen flockblommiga växter. Inga underarter finns listade i Catalogue of Life.